# Roseboro
Roseboro – miasto w Stanach Zjednoczonych, w stanie Karolina Północna, w hrabstwie Sampson.